# 17e étape du Tour d'Italie 2023
Pour un article plus général, voir Tour d'Italie 2023.
La 17e étape du Tour d'Italie 2023 se déroule le mercredi 24 mai 2023 de Pergine Valsugana, dans la région du Trentin-Haut-Adige, à Caorle en Vénétie sur une distance de 195 km.

## Parcours
Placée entre les étapes de montagne, cette étape de plaine ne comporte aucune difficulté et devrait convenir aux sprinteurs. Partis de Pergine Valsugana, les coureurs prennent la direction du sud-est, traversent Trévise, longe la partie orientale de la lagune de Venise puis la Mer Adriatique à partir de Lido di Jesolo pour rejoindre l'arrivée située dans la station balnéaire de Caorle.

## Déroulement de la course
Dès le début de l'étape, un groupe de quatre hommes prend ses distances avec le peloton. Ces coureurs sont le Belge Senne Leysen (Alpecin Deceuninck), le Français Thomas Champion (Cofidis), l'Espagnol Diego Pablo Sevilla (Eolo Kometa) et le Britannique Charlie Quarterman (Corratec). L'avance maximale sur le peloton n'excède jamais les trois minutes puis diminue en vue de l'arrivée. Trois des quatre fuyards sont repris par le peloton entre 22 et 18 km de l'arrivée tandis que Leysen poursuit son effort seul en tête mais est finalement rattrapé à 5 kilomètres du but. La victoire se décide au bout d'un sprint massif. En tête jusqu'à quelques mètres de la ligne d'arrivée, Michael Matthews (Jayco AlUla) est débordé à sa gauche par le maillot cyclamen Jonathan Milan (Bahrain Victorious) et à sa droite par Alberto Dainese (DSM) qui gagne l'étape de justesse. Il s'agit du premier doublé italien du Giro 2023.

## Résultats

### Classement de l'étape
| \| Classement de l'étape \| Classement de l'étape \| Classement de l'étape \| Classement de l'étape \| Classement de l'étape \| \| Coureur \| Coureur \| Pays \| Équipe \| Temps \| \| --------------------- \| --------------------- \| --------------------- \| ------------------------ \| --------------------- \| \| 1er \| Alberto Dainese \| Italie \| Team DSM \| 4 h 26 min 08 s \| \| 2e \| Jonathan Milan \| Italie \| Bahrain Victorious \| + 0 s \| \| 3e \| Michael Matthews \| Australie \| Team Jayco AlUla \| + 0 s \| \| 4e \| Niccolò Bonifazio \| Italie \| Intermarché-Circus-Wanty \| + 0 s \| \| 5e \| Simone Consonni \| Italie \| Cofidis \| + 0 s \| \| 6e \| Fernando Gaviria \| Colombie \| Movistar Team \| + 0 s \| \| 7e \| Andrea Pasqualon \| Italie \| Bahrain Victorious \| + 0 s \| \| 8e \| Alex Kirsch \| Luxembourg \| Trek-Segafredo \| + 0 s \| \| 9e \| Stefano Oldani \| Italie \| Alpecin-Deceuninck \| + 0 s \| \| 10e \| Pascal Ackermann \| Allemagne \| UAE Team Emirates \| + 0 s \| |                   |            |                          |                 |
| |                   |            |                          |                 |
| Source : ProCyclingStats |                   |            |                          |                 |
| Classement de l'étape |                   |            |                          |                 |
| Coureur | Coureur           | Pays       | Équipe                   | Temps           |
| 1er | Alberto Dainese   | Italie     | Team DSM                 | 4 h 26 min 08 s |
| 2e | Jonathan Milan    | Italie     | Bahrain Victorious       | + 0 s           |
| 3e | Michael Matthews  | Australie  | Team Jayco AlUla         | + 0 s           |
| 4e | Niccolò Bonifazio | Italie     | Intermarché-Circus-Wanty | + 0 s           |
| 5e | Simone Consonni   | Italie     | Cofidis                  | + 0 s           |
| 6e | Fernando Gaviria  | Colombie   | Movistar Team            | + 0 s           |
| 7e | Andrea Pasqualon  | Italie     | Bahrain Victorious       | + 0 s           |
| 8e | Alex Kirsch       | Luxembourg | Trek-Segafredo           | + 0 s           |
| 9e | Stefano Oldani    | Italie     | Alpecin-Deceuninck       | + 0 s           |
| 10e | Pascal Ackermann  | Allemagne  | UAE Team Emirates        | + 0 s           |

### Points attribués pour le classement par points
| Sprint intermédiaire Rosà (km 83) | Sprint intermédiaire Rosà (km 83) | Sprint intermédiaire Rosà (km 83) | Sprint intermédiaire Rosà (km 83) | Sprint intermédiaire Rosà (km 83) |
| --------------------------------- | --------------------------------- | --------------------------------- | --------------------------------- | --------------------------------- |
|                                   | Coureur                           | Pays                              | Équipe                            | Point(s)                          |
| 1er                               | Diego Pablo Sevilla               | Espagne                           | Eolo-Kometa                       | 12                                |
| 2e                                | Thomas Champion                   | France                            | Cofidis                           | 8                                 |
| 3e                                | Charlie Quarterman                | Grande-Bretagne                   | Corratec                          | 6                                 |
| 4e                                | Senne Leysen                      | Belgique                          | Alpecin-Deceuninck                | 5                                 |
| 5e                                | Jonathan Milan                    | Italie                            | Bahrain Victorious                | 4                                 |
| 6e                                | Derek Gee                         | Canada                            | Israel-Premier Tech               | 3                                 |
| 7e                                | Ryan Gibbons                      | Afrique du Sud                    | UAE Emirates                      | 2                                 |
| 8e                                | Pascal Ackermann                  | Allemagne                         | UAE Emirates                      | 1                                 |
| modifier                          |                                   |                                   |                                   |                                   |

| Arrivée d'étape Caorle (km 195) | Arrivée d'étape Caorle (km 195) | Arrivée d'étape Caorle (km 195) | Arrivée d'étape Caorle (km 195) | Arrivée d'étape Caorle (km 195) |
| ------------------------------- | ------------------------------- | ------------------------------- | ------------------------------- | ------------------------------- |
|                                 | Coureur                         | Pays                            | Équipe                          | Point(s)                        |
| 1er                             | Alberto Dainese                 | Italie                          | Team DSM                        | 50                              |
| 2e                              | Jonathan Milan                  | Italie                          | Bahrain Victorious              | 35                              |
| 3e                              | Michael Matthews                | Australie                       | Jayco AlUla                     | 25                              |
| 4e                              | Niccolò Bonifazio               | Italie                          | Intermarché-Circus-Wanty        | 18                              |
| 5e                              | Simone Consonni                 | Italie                          | Cofidis                         | 14                              |
| 6e                              | Fernando Gaviria                | Colombie                        | Movistar                        | 12                              |
| 7e                              | Andrea Pasqualon                | Italie                          | Bahrain Victorious              | 10                              |
| 8e                              | Alex Kirsch                     | Luxembourg                      | Trek-Segafredo                  | 8                               |
| 9e                              | Stefano Oldani                  | Italie                          | Alpecin-Deceuninck              | 7                               |
| 10e                             | Pascal Ackermann                | Allemagne                       | UAE Emirates                    | 6                               |
| 11e                             | Vincenzo Albanese               | Italie                          | Eolo-Kometa                     | 5                               |
| 12e                             | Arne Marit                      | Belgique                        | Intermarché-Circus-Wanty        | 4                               |
| 13e                             | Michael Hepburn                 | Australie                       | Jayco AlUla                     | 3                               |
| 14e                             | Nico Denz                       | Allemagne                       | Bora-Hansgrohe                  | 2                               |
| 15e                             | Otto Vergaerde                  | Belgique                        | Trek-Segafredo                  | 1                               |
| modifier                        |                                 |                                 |                                 |                                 |

### Points attribués pour le classement des sprints intermédiaires
| Sprint intermédiaire Rosà (km 83) | Sprint intermédiaire Rosà (km 83) | Sprint intermédiaire Rosà (km 83) | Sprint intermédiaire Rosà (km 83) | Sprint intermédiaire Rosà (km 83) |
| --------------------------------- | --------------------------------- | --------------------------------- | --------------------------------- | --------------------------------- |
|                                   | Coureur                           | Pays                              | Équipe                            | Point(s)                          |
| 1er                               | Diego Pablo Sevilla               | Espagne                           | Eolo-Kometa                       | 10                                |
| 2e                                | Thomas Champion                   | France                            | Cofidis                           | 6                                 |
| 3e                                | Charlie Quarterman                | Grande-Bretagne                   | Corratec                          | 3                                 |
| 4e                                | Senne Leysen                      | Belgique                          | Alpecin-Deceuninck                | 2                                 |
| 5e                                | Jonathan Milan                    | Italie                            | Bahrain Victorious                | 1                                 |
| modifier                          |                                   |                                   |                                   |                                   |

| Sprint intermédiaire Lido di Jesolo (km 165,7) | Sprint intermédiaire Lido di Jesolo (km 165,7) | Sprint intermédiaire Lido di Jesolo (km 165,7) | Sprint intermédiaire Lido di Jesolo (km 165,7) | Sprint intermédiaire Lido di Jesolo (km 165,7) |
| ---------------------------------------------- | ---------------------------------------------- | ---------------------------------------------- | ---------------------------------------------- | ---------------------------------------------- |
|                                                | Coureur                                        | Pays                                           | Équipe                                         | Point(s)                                       |
| 1er                                            | Charlie Quarterman                             | Grande-Bretagne                                | Corratec                                       | 10                                             |
| 2e                                             | Thomas Champion                                | France                                         | Cofidis                                        | 6                                              |
| 3e                                             | Diego Pablo Sevilla                            | Espagne                                        | Eolo-Kometa                                    | 3                                              |
| 4e                                             | Senne Leysen                                   | Belgique                                       | Alpecin-Deceuninck                             | 2                                              |
| 5e                                             | Toms Skujiņš                                   | Lettonie                                       | Trek-Segafredo                                 | 1                                              |
| modifier                                       |                                                |                                                |                                                |                                                |

### Bonifications
|   | Coureur             | Pays            | Équipe      | Secondes |
| - | ------------------- | --------------- | ----------- | -------- |
| 1 | Charlie Quarterman  | Grande-Bretagne | Corratec    | 3 s      |
| 2 | Thomas Champion     | France          | Cofidis     | 2 s      |
| 3 | Diego Pablo Sevilla | Espagne         | Eolo-Kometa | 1 s      |

|   | Coureur          | Pays      | Équipe             | Secondes |
| - | ---------------- | --------- | ------------------ | -------- |
| 1 | Alberto Dainese  | Italie    | Team DSM           | 10 s     |
| 2 | Jonathan Milan   | Italie    | Bahrain Victorious | 6 s      |
| 3 | Michael Matthews | Australie | Jayco AlUla        | 4 s      |

## Classements à l'issue de l'étape

### Classement général
| \| Classement général \| Classement général \| Classement général \| Classement général \| Classement général \| \| Coureur \| Coureur \| Pays \| Équipe \| Temps \| \| ------------------ \| ------------------ \| ------------------ \| ------------------ \| ------------------ \| \| 1er \| Geraint Thomas \| Royaume-Uni \| Ineos Grenadiers \| 71 h 58 min 43 s \| \| 2e \| João Almeida \| Portugal \| UAE Team Emirates \| + 18 s \| \| 3e \| Primož Roglič \| Slovénie \| Jumbo-Visma \| + 29 s \| \| 4e \| Damiano Caruso \| Italie \| Bahrain Victorious \| + 2 min 50 s \| \| 5e \| Eddie Dunbar \| Irlande \| Team Jayco AlUla \| + 3 min 03 s \| \| 6e \| Lennard Kämna \| Allemagne \| Bora-Hansgrohe \| + 3 min 20 s \| \| 7e \| Bruno Armirail \| France \| Groupama-FDJ \| + 3 min 22 s \| \| 8e \| Andreas Leknessund \| Norvège \| Team DSM \| + 3 min 30 s \| \| 9e \| Thymen Arensman \| Pays-Bas \| Ineos Grenadiers \| + 4 min 09 s \| \| 10e \| Laurens De Plus \| Belgique \| Ineos Grenadiers \| + 4 min 32 s \| |                    |             |                    |                  |
| |                    |             |                    |                  |
| Source : ProCyclingStats |                    |             |                    |                  |
| Classement général |                    |             |                    |                  |
| Coureur | Coureur            | Pays        | Équipe             | Temps            |
| 1er | Geraint Thomas     | Royaume-Uni | Ineos Grenadiers   | 71 h 58 min 43 s |
| 2e | João Almeida       | Portugal    | UAE Team Emirates  | + 18 s           |
| 3e | Primož Roglič      | Slovénie    | Jumbo-Visma        | + 29 s           |
| 4e | Damiano Caruso     | Italie      | Bahrain Victorious | + 2 min 50 s     |
| 5e | Eddie Dunbar       | Irlande     | Team Jayco AlUla   | + 3 min 03 s     |
| 6e | Lennard Kämna      | Allemagne   | Bora-Hansgrohe     | + 3 min 20 s     |
| 7e | Bruno Armirail     | France      | Groupama-FDJ       | + 3 min 22 s     |
| 8e | Andreas Leknessund | Norvège     | Team DSM           | + 3 min 30 s     |
| 9e | Thymen Arensman    | Pays-Bas    | Ineos Grenadiers   | + 4 min 09 s     |
| 10e | Laurens De Plus    | Belgique    | Ineos Grenadiers   | + 4 min 32 s     |

| Classement par points | Classement par points | Classement par points | Classement par points | Classement par points |
| Coureur               | Coureur               | Pays                  | Équipe                | Points                |
| --------------------- | --------------------- | --------------------- | --------------------- | --------------------- |
| 1er                   | Jonathan Milan        | Italie                | Bahrain Victorious    | 215 pts               |
| 2e                    | Derek Gee             | Canada                | Israel-Premier Tech   | 121 pts               |
| 3e                    | Pascal Ackermann      | Allemagne             | UAE Team Emirates     | 95 pts                |
| 4e                    | Michael Matthews      | Australie             | Team Jayco AlUla      | 93 pts                |
| 5e                    | Toms Skujiņš          | Lettonie              | Trek-Segafredo        | 79 pts                |
| 6e                    | Nico Denz             | Allemagne             | Bora-Hansgrohe        | 77 pts                |
| 7e                    | Magnus Cort Nielsen   | Danemark              | EF Education-EasyPost | 56 pts                |
| 8e                    | Marius Mayrhofer      | Allemagne             | Team DSM              | 53 pts                |
| 9e                    | Mark Cavendish        | Royaume-Uni           | Astana Qazaqstan Team | 51 pts                |
| 10e                   | Vincenzo Albanese     | Italie                | Eolo-Kometa           | 51 pts                |

| Classement par points | Classement par points | Classement par points | Classement par points | Classement par points |
| Coureur               | Coureur               | Pays                  | Équipe                | Points                |
| --------------------- | --------------------- | --------------------- | --------------------- | --------------------- |
| 1er                   | Jonathan Milan        | Italie                | Bahrain Victorious    | 215 pts               |
| 2e                    | Derek Gee             | Canada                | Israel-Premier Tech   | 121 pts               |
| 3e                    | Pascal Ackermann      | Allemagne             | UAE Team Emirates     | 95 pts                |
| 4e                    | Michael Matthews      | Australie             | Team Jayco AlUla      | 93 pts                |
| 5e                    | Toms Skujiņš          | Lettonie              | Trek-Segafredo        | 79 pts                |
| 6e                    | Nico Denz             | Allemagne             | Bora-Hansgrohe        | 77 pts                |
| 7e                    | Magnus Cort Nielsen   | Danemark              | EF Education-EasyPost | 56 pts                |
| 8e                    | Marius Mayrhofer      | Allemagne             | Team DSM              | 53 pts                |
| 9e                    | Mark Cavendish        | Royaume-Uni           | Astana Qazaqstan Team | 51 pts                |
| 10e                   | Vincenzo Albanese     | Italie                | Eolo-Kometa           | 51 pts                |

| Classement de la montagne | Classement de la montagne | Classement de la montagne | Classement de la montagne          | Classement de la montagne |
| Coureur                   | Coureur                   | Pays                      | Équipe                             | Points                    |
| ------------------------- | ------------------------- | ------------------------- | ---------------------------------- | ------------------------- |
| 1er                       | Ben Healy                 | Irlande                   | EF Education-EasyPost              | 164 pts                   |
| 2e                        | Davide Bais               | Italie                    | Eolo-Kometa                        | 144 pts                   |
| 3e                        | Einer Rubio               | Colombie                  | Movistar Team                      | 117 pts                   |
| 4e                        | Thibaut Pinot             | France                    | Groupama-FDJ                       | 114 pts                   |
| 5e                        | João Almeida              | Portugal                  | UAE Team Emirates                  | 55 pts                    |
| 6e                        | Toms Skujiņš              | Lettonie                  | Trek-Segafredo                     | 48 pts                    |
| 7e                        | Karel Vacek               | Tchéquie                  | Team Corratec-Selle Italia         | 36 pts                    |
| 8e                        | Davide Gabburo            | Italie                    | Green Project-Bardiani CSF-Faizanè | 33 pts                    |
| 9e                        | Derek Gee                 | Canada                    | Israel-Premier Tech                | 31 pts                    |
| 10e                       | Aurélien Paret-Peintre    | France                    | AG2R Citroën Team                  | 26 pts                    |

| Classement de la montagne | Classement de la montagne | Classement de la montagne | Classement de la montagne          | Classement de la montagne |
| Coureur                   | Coureur                   | Pays                      | Équipe                             | Points                    |
| ------------------------- | ------------------------- | ------------------------- | ---------------------------------- | ------------------------- |
| 1er                       | Ben Healy                 | Irlande                   | EF Education-EasyPost              | 164 pts                   |
| 2e                        | Davide Bais               | Italie                    | Eolo-Kometa                        | 144 pts                   |
| 3e                        | Einer Rubio               | Colombie                  | Movistar Team                      | 117 pts                   |
| 4e                        | Thibaut Pinot             | France                    | Groupama-FDJ                       | 114 pts                   |
| 5e                        | João Almeida              | Portugal                  | UAE Team Emirates                  | 55 pts                    |
| 6e                        | Toms Skujiņš              | Lettonie                  | Trek-Segafredo                     | 48 pts                    |
| 7e                        | Karel Vacek               | Tchéquie                  | Team Corratec-Selle Italia         | 36 pts                    |
| 8e                        | Davide Gabburo            | Italie                    | Green Project-Bardiani CSF-Faizanè | 33 pts                    |
| 9e                        | Derek Gee                 | Canada                    | Israel-Premier Tech                | 31 pts                    |
| 10e                       | Aurélien Paret-Peintre    | France                    | AG2R Citroën Team                  | 26 pts                    |

| Classement du meilleur jeune | Classement du meilleur jeune | Classement du meilleur jeune | Classement du meilleur jeune | Classement du meilleur jeune |
| Coureur                      | Coureur                      | Pays                         | Équipe                       | Temps                        |
| ---------------------------- | ---------------------------- | ---------------------------- | ---------------------------- | ---------------------------- |
| 1er                          | João Almeida                 | Portugal                     | UAE Team Emirates            | 71 h 59 min 01 s             |
| 2e                           | Andreas Leknessund           | Norvège                      | Team DSM                     | + 3 min 12 s                 |
| 3e                           | Thymen Arensman              | Pays-Bas                     | Ineos Grenadiers             | + 3 min 51 s                 |
| 4e                           | Einer Rubio                  | Colombie                     | Movistar Team                | + 5 min 25 s                 |
| 5e                           | Santiago Buitrago            | Colombie                     | Bahrain Victorious           | + 7 min 03 s                 |
| 6e                           | Ilan Van Wilder              | Belgique                     | Soudal Quick-Step            | + 7 min 28 s                 |
| 7e                           | Laurens Huys                 | Belgique                     | Intermarché-Circus-Wanty     | + 28 min 18 s                |
| 8e                           | Filippo Zana                 | Italie                       | Team Jayco AlUla             | + 31 min 11 s                |
| 9e                           | Valentin Paret-Peintre       | France                       | AG2R Citroën Team            | + 42 min 58 s                |
| 10e                          | Alexander Cepeda             | Équateur                     | EF Education-EasyPost        | + 50 min 18 s                |

| Classement du meilleur jeune | Classement du meilleur jeune | Classement du meilleur jeune | Classement du meilleur jeune | Classement du meilleur jeune |
| Coureur                      | Coureur                      | Pays                         | Équipe                       | Temps                        |
| ---------------------------- | ---------------------------- | ---------------------------- | ---------------------------- | ---------------------------- |
| 1er                          | João Almeida                 | Portugal                     | UAE Team Emirates            | 71 h 59 min 01 s             |
| 2e                           | Andreas Leknessund           | Norvège                      | Team DSM                     | + 3 min 12 s                 |
| 3e                           | Thymen Arensman              | Pays-Bas                     | Ineos Grenadiers             | + 3 min 51 s                 |
| 4e                           | Einer Rubio                  | Colombie                     | Movistar Team                | + 5 min 25 s                 |
| 5e                           | Santiago Buitrago            | Colombie                     | Bahrain Victorious           | + 7 min 03 s                 |
| 6e                           | Ilan Van Wilder              | Belgique                     | Soudal Quick-Step            | + 7 min 28 s                 |
| 7e                           | Laurens Huys                 | Belgique                     | Intermarché-Circus-Wanty     | + 28 min 18 s                |
| 8e                           | Filippo Zana                 | Italie                       | Team Jayco AlUla             | + 31 min 11 s                |
| 9e                           | Valentin Paret-Peintre       | France                       | AG2R Citroën Team            | + 42 min 58 s                |
| 10e                          | Alexander Cepeda             | Équateur                     | EF Education-EasyPost        | + 50 min 18 s                |

| Classement par équipes | Classement par équipes | Classement par équipes | Classement par équipes |
| Équipe                 | Équipe                 | Pays                   | Temps                  |
| ---------------------- | ---------------------- | ---------------------- | ---------------------- |
| 1re                    | Bahrain Victorious     | Bahreïn                | 215 h 27 min 26 s      |
| 2e                     | Ineos Grenadiers       | Royaume-Uni            | + 32 min 31 s          |
| 3e                     | Jumbo-Visma            | Pays-Bas               | + 40 min 26 s          |
| 4e                     | UAE Team Emirates      | Émirats arabes unis    | + 49 min 03 s          |
| 5e                     | Bora-Hansgrohe         | Allemagne              | + 54 min 33 s          |
| 6e                     | EF Education-EasyPost  | États-Unis             | + 55 min 30 s          |
| 7e                     | AG2R Citroën Team      | France                 | + 1 h 06 min 39 s      |
| 8e                     | Astana Qazaqstan Team  | Kazakhstan             | + 1 h 11 min 58 s      |
| 9e                     | Team Jayco AlUla       | Australie              | + 1 h 28 min 22 s      |
| 10e                    | Israel-Premier Tech    | Israël                 | + 1 h 39 min 44 s      |

| Classement par équipes | Classement par équipes | Classement par équipes | Classement par équipes |
| Équipe                 | Équipe                 | Pays                   | Temps                  |
| ---------------------- | ---------------------- | ---------------------- | ---------------------- |
| 1re                    | Bahrain Victorious     | Bahreïn                | 215 h 27 min 26 s      |
| 2e                     | Ineos Grenadiers       | Royaume-Uni            | + 32 min 31 s          |
| 3e                     | Jumbo-Visma            | Pays-Bas               | + 40 min 26 s          |
| 4e                     | UAE Team Emirates      | Émirats arabes unis    | + 49 min 03 s          |
| 5e                     | Bora-Hansgrohe         | Allemagne              | + 54 min 33 s          |
| 6e                     | EF Education-EasyPost  | États-Unis             | + 55 min 30 s          |
| 7e                     | AG2R Citroën Team      | France                 | + 1 h 06 min 39 s      |
| 8e                     | Astana Qazaqstan Team  | Kazakhstan             | + 1 h 11 min 58 s      |
| 9e                     | Team Jayco AlUla       | Australie              | + 1 h 28 min 22 s      |
| 10e                    | Israel-Premier Tech    | Israël                 | + 1 h 39 min 44 s      |